# 陳函煇
陳函煇（1590年—1645年），原名煒，字木叔，號寒椒道人，又號小寒山子。浙江臨海縣人。明末政治人物。

## 生平
萬曆十八年（1590年），師從黄道周。天啓七年（1627年）丁卯科舉人。崇禎七年（1634年）甲戌科進士。吏部觀政，九年任靖江縣知縣，十二年應天府同考官，十四年被御史彈劾罷官。李自成破北京，陳函煇倡議各地勤王。南明弘光元年（1645年），清軍大舉南下，破南京。陳函煇跟隨監國魯王，擢禮部右侍郎。浙江兵敗，陳函煇與王師在海上失散，入雲峯山，作絕命詞十章，自盡殉國。

## 著作
著作有《選寒光集》八卷，《社選寒枝集》二卷，《選寒江集》三卷，皆崇禎刊本。與徐霞客友好，曾撰《徐霞客墓志銘》，曾助陳祖綬編《皇明職方地圖》。

## 家族
曾祖陈祖国，赠文林郎、大宾；祖陈讱，封广州府推官；父陈三槐，壬午举人、同知、祀乡贤。

## 外部連結
- 明末志士陈函辉 圖說臨海

| 官衔          | 官衔                                    | 官衔          |
| ------------- | --------------------------------------- | ------------- |
| 前任： 張國維 | 南明兵部尚書 （魯王朝廷） 1645年        | 繼任： 余煌   |
| 前任： 陳盟   | 南明禮部尚書 （魯王朝廷） （署） 1645年 | 繼任： 王思任 |